# Метлић
Метлић је насеље у Србији у општини Шабац у Мачванском округу. Према попису из 2022. било је 700 становника.

## Демографија
У насељу Метлић живи 963 пунолетна становника, а просечна старост становништва износи 43,9 година (41,9 код мушкараца и 45,9 код жена). У насељу има 390 домаћинстава, а просечан број чланова по домаћинству је 3,05.
Ово насеље је великим делом насељено Србима (према попису из 2002. године), а у последња три пописа, примећен је пад у броју становника.
|  |

| Демографија | Демографија | Демографија |
| Година      | Становника  | Становника  |
| ----------- | ----------- | ----------- |
| 1948.       | 2.154       |             |
| 1953.       | 2.211       |             |
| 1961.       | 1.933       |             |
| 1971.       | 1.749       |             |
| 1981.       | 1.606       |             |
| 1991.       | 1.353       | 1.341       |
| 2002.       | 1.190       | 1.196       |

| Етнички састав према попису из 2002.‍ | Етнички састав према попису из 2002.‍ | Етнички састав према попису из 2002.‍ | Етнички састав према попису из 2002.‍ | Етнички састав према попису из 2002.‍ |
| ------------------------------------ | ------------------------------------ | ------------------------------------ | ------------------------------------ | ------------------------------------ |
|                                      |                                      |                                      |                                      |                                      |
| Срби                                 | Срби                                 |                                      | 1.178                                | 98,99%                               |
| Црногорци                            | Црногорци                            |                                      | 1                                    | 0,08%                                |
| Словенци                             | Словенци                             |                                      | 1                                    | 0,08%                                |
| Југословени                          | Југословени                          |                                      | 1                                    | 0,08%                                |
| непознато                            | непознато                            |                                      | 8                                    | 0,67%                                |

| Година пописа     | 1948. | 1953. | 1961. | 1971. | 1981. | 1991. | 2002. |
| ----------------- | ----- | ----- | ----- | ----- | ----- | ----- | ----- |
| Број домаћинстава | 407   | 428   | 426   | 420   | 457   | 428   | 390   |

| Број чланова      | 1  | 2   | 3  | 4  | 5  | 6  | 7  | 8 | 9 | 10 и више | Просек |
| ----------------- | -- | --- | -- | -- | -- | -- | -- | - | - | --------- | ------ |
| Број домаћинстава | 96 | 108 | 45 | 48 | 39 | 33 | 13 | 6 | 1 | 1         | 3,05   |

| Пол    | Укупно | Неожењен/Неудата | Ожењен/Удата | Удовац/Удовица | Разведен/Разведена | Непознато |
| ------ | ------ | ---------------- | ------------ | -------------- | ------------------ | --------- |
| Мушки  | 493    | 138              | 321          | 25             | 8                  | 1         |
| Женски | 510    | 51               | 331          | 120            | 7                  | 1         |
| УКУПНО | 1.003  | 189              | 652          | 145            | 15                 | 2         |

| Пол    | Укупно                    | Пољопривреда, лов и шумарство | Рибарство                            | Вађење руде и камена | Прерађивачка индустрија       |
| ------ | ------------------------- | ----------------------------- | ------------------------------------ | -------------------- | ----------------------------- |
| Мушки  | 406                       | 351                           | 0                                    | 0                    | 13                            |
| Женски | 334                       | 310                           | 0                                    | 0                    | 1                             |
| УКУПНО | 740                       | 661                           | 0                                    | 0                    | 14                            |
| Пол    | Производња и снабдевање   | Грађевинарство                | Трговина                             | Хотели и ресторани   | Саобраћај, складиштење и везе |
| Мушки  | 1                         | 7                             | 5                                    | 2                    | 5                             |
| Женски | 0                         | 0                             | 9                                    | 0                    | 1                             |
| УКУПНО | 1                         | 7                             | 14                                   | 2                    | 6                             |
| Пол    | Финансијско посредовање   | Некретнине                    | Државна управа и одбрана             | Образовање           | Здравствени и социјални рад   |
| Мушки  | 0                         | 0                             | 10                                   | 5                    | 1                             |
| Женски | 1                         | 0                             | 3                                    | 4                    | 5                             |
| УКУПНО | 1                         | 0                             | 13                                   | 9                    | 6                             |
| Пол    | Остале услужне активности | Приватна домаћинства          | Екстериторијалне организације и тела | Непознато            | Непознато                     |
| Мушки  | 0                         | 0                             | 0                                    | 6                    | 6                             |
| Женски | 0                         | 0                             | 0                                    | 0                    | 0                             |
| УКУПНО | 0                         | 0                             | 0                                    | 6                    | 6                             |